# 頂東勢
頂東勢（原名東勢）是臺北市的一個地名，位於今松山區中部。約略位於松山機場舊跑道以南、北寧路一線以東、市民大道以北、新中街－延壽街－三民路以西，今日東榮、東昌、介壽、龍田、東勢、東光、吉祥、復勢、復源、復盛、復建、吉仁等里及精忠里南端、美仁里北寧路以東的範圍。
現行臺北市松山區劃分之東社、三民、中崙、本鎮四個次分區皆包含有頂東勢地區。

## 歷史

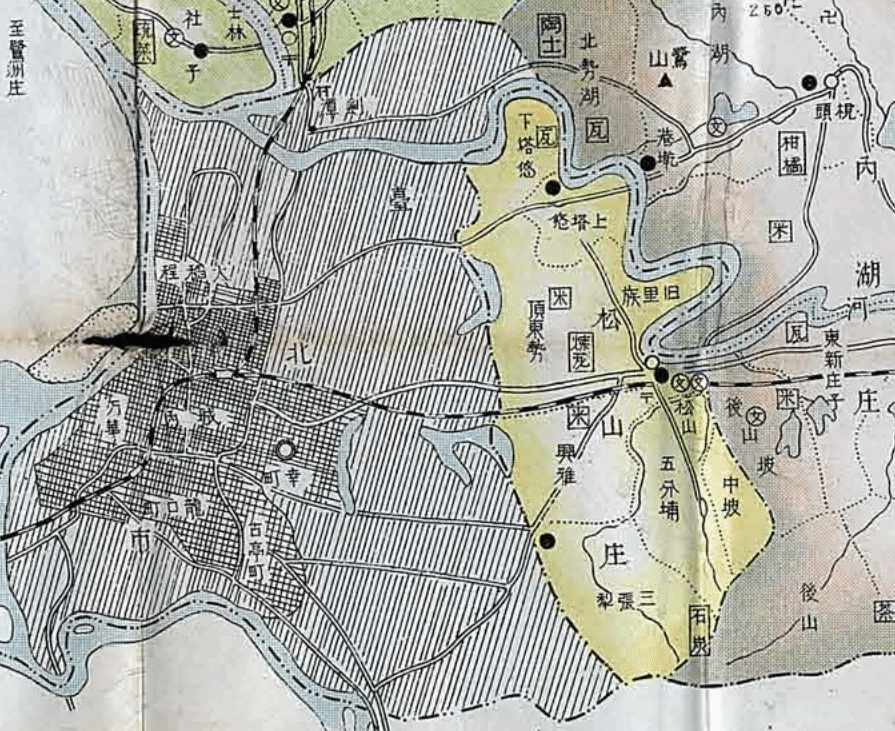
隸屬臺北州七星郡松山庄的頂東勢大字（1932年七星郡管內圖）

台灣清治末期至日治前期，該地區為一街庄，稱為「東勢庄」，隸屬於大加蚋堡。該庄西北與下埤頭庄為鄰，北與下塔悠庄為鄰，東與上塔悠庄、里族庄為鄰，南邊為興雅庄，西邊為中崙庄。
1901年（日治明治三十四年）11月11日，該庄隸屬於臺北廳錫口支廳，同年12月17日編為第六區。1905年4月19日，東勢庄改為「頂東勢庄」，以區別位在士林支廳的下東勢庄。1906年（明治三十九年）1月1日，第五、六兩區合併，並改名為「錫口區」。1920年（大正九年）10月1日，頂東勢庄改為「頂東勢」大字，隸屬於臺北州七星郡松山庄。1938年4月，松山庄併入州直轄臺北市。
戰後臺北市改制為省轄市。1946年2月臺北市劃分為10個區，頂東勢地區隸屬松山區，劃為東勢、復勢、美仁（東勢店仔頭）3里。1968年7月臺北市改制為院轄市。1990年3月，臺北市各區重劃，該地區歸屬不變。

## 交通
台北捷運文湖線穿越頂東勢地區西北端，設有松山機場站。松山新店線通過頂東勢地區中南部，於東、西邊界分別設有台北小巨蛋站、南京三民站。鄰近居民及松山機場旅客可由此等路線及相關路網快速前往大台北地區各地，或在臺北車站轉搭高鐵、台鐵或客運前往全台各地。

## 學校
- 中崙高中
- 育達家商
- 介壽國中
- 民族國小
- 健康國小（部分）
- 西松國小

## 公共設施
- 臺北松山機場（部分）
- 三軍總醫院松山分院